# Hymn Gwatemali
Guatemala Feliz („Szczęśliwa Gwatemala”) – hymn państwowy Gwatemali. Autorem oryginalnego tekstu jest kubański poeta José Joaquín Palma, a muzykę skomponował Rafael Álvarez Ovalle. Hymn został przyjęty oficjalnie w roku 1896, lecz słowa zmodyfikowano w roku 1934 za dyktatury Jorge Ubico. Autorem zmian był José María Bonilla. Prapremiera hymnu odbyła się w teatrze Colón, w niedzielny wieczór 14 marca 1897 roku, jako jeden z głównych punktów programu uroczystości z okazji Wystawy Środkowoamerykańskiej, podczas których kompozytor Rafael Alvarez został udekorowany złotym medalem i dyplomem zasługi.

## Aktualny tekst Hymnu Narodowego Gwatemali
¡Guatemala feliz...! que tus aras
no profane jamás el verdugo;
ni haya esclavos que laman el yugo
ni tiranos que escupan tu faz.
Si mañana tu suelo sagrado

lo amenaza invasión extranjera,

libre al viento tu hermosa bandera

a vencer o a morir llamará.

Coro

Libre al viento tu hermosa bandera

a vencer o a morir llamará;

que tu pueblo con ánima fiera

antes muerto que esclavo será.

De tus viejas y duras cadenas

tú forjaste con mano iracunda,

el arado que el suelo fecunda

y la espada que salva el honor.

Nuestros padres lucharon un día

encendidos en patrio ardimiento,

y lograron sin choque sangriento

colocarte en un trono de amor.

Coro

Y lograron sin choque sangriento

colocarte en un trono de amor,

que de patria en enérgico acento

dieron vida al ideal redentor.

Es tu enseña pedazo de cielo

en que prende una nube su albura,

y ¡ay! de aquel que con ciega locura

sus colores pretenda manchar.

Pues tus hijos valientes y altivos,

que veneran la paz cual presea,

nunca esquivan la ruda pelea

si defienden su tierra y su hogar.

Coro

Nunca esquivan la ruda pelea

si defienden su tierra y su hogar,

que es tan sólo el honor su alma idea

y el altar de la patria su altar.

Recostada en el ande soberbio,

de dos mares al ruido sonoro,

bajo el ala de grana y de oro

te adormeces del bello Quetzal.

Ave indiana que vive en tu escudo,

paladión que protege tu suelo;

¡ojalá que remonte su vuelo,

más que el cóndor y el águila real!

Coro

¡Ojalá que remonte su vuelo,

más que el cóndor y el águila real!

y en sus alas levante hasta el cielo,

GUATEMALA, tu nombre inmortal!

## Tekst oryginalny (przed 1934 r.) Hymnu Narodowego Gwatemali
Guatemala feliz que tus aras

No profane jamas el verdugo;

Ni hay esclavos que laman el yugo;

Ni tiranos que escupan tu faz.

Si mañana tu suelo sagrado

Lo amenasa invasión extranjera,

libre al viento tu hermosa bandera

a vencer o a morir llamara

CORO

libre al viento tu hermosa bandera

a vencer o a morir llamara;

Que tu pueblo con ánima fiera

Antes muerto que esclavo será.

De tus viejas y duras cadenas

Tú forjaste con mano iracunda,

El arado que el suelo fecunda,

Y la espada que salva el honor.

Nuestros padres lucharon un día

Encendidos en patrio ardimiento,

y lograron sin choque sangriento

colocarte en un trono de amor.

CORO

Te arrancaron del potro sangriento

Y te alzaron un trono de amor,

que de patria al enérgico acento

Muere el crimen y se hunda el error.

Es tu enseña pedazo de cielo

Entre nubes de nítida albura,

Y ay de aquél que con mano perjura

Sus colores se atreva á manchar!

Que tus hijos valientes y altivos

Ven con gozo en la ruda pelea,

El torrente de sangre que humea

Del acero al vibrante chocar.

CORO

El torrente de sangre que humea

Del acero al vibrante chocar,

Que es tan solo el honor su presea

Y el altar de la patria, su altar.

Recostada en el Ande soberbio,

De dos mares al ruido sonoro,

Bajo el ala de grana y de oro

Te adormeces del bello quetzal;

Ave indiana que vive en tu escudo,

Paladión que protege tu suelo,

Ojalá que remonte su vuelo

Más que el cóndor y el águila real!

CORO

Ojalá que remonte su vuelo

Más que el cóndor y el águila real,

Y en sus alas levante hasta el cielo,

Guatemala, tu nombre inmortal!